# Humanity Plus
Humanity Plus (también Humanity+; conocida anteriormente como Asociación Transhumanista Mundial) es una organización sin fines de lucro que trabaja para promover la discusión de las posibilidades de mejora radical de las capacidades humanas por medio de las tecnologías basadas en la nanotecnología, en la ingeniería genética y en la cibernética.
Fundada originalmente por Nick Bostrom y David Pearce, antes de su cambio de nombre en 2008 contaba con entre 4.000 y 5.000 miembros nominales.

## Miembros
Entre algunos de sus miembros se encuentran:
- Nick Bostrom
- David Pearce
- Natasha Vita-More
- James Hughes
- Aubrey de Grey
- Max More
- Patri Friedman